# Константінос Міхаїл
Константінос Міхаїл (грец. Κωνσταντίνος Μιχαήλ, 1751, Касторія — 1816, Відень) — грецький медик, філософ 18 століття.

## Біографічні відомості
Константінос Міхаїл народився 1751 року в Касторії. Освіту здобув у Касторії та Сіатісті. Вивчав філософію і медицину у Відні, після чого працював там лікарем, а також робив перші проби на літературній ниві.
Після повернення до Греції він пожертвував значні для шкіл Касторії, а також заповів Касторійській метрополії свою приватну бібліотеку, що складалася з 600 томів.

## Основні праці
- Διαιτητική, 1794
- Eγχειρίδιο του εν ιατροίς σοφωτάτου Tισσότου, переклад